# Erythrolamprus taeniurus
Erythrolamprus taeniurus — вид змій родини полозових (Colubridae). Мешкає в Південній Америці.

## Поширення і екологія
Erythrolamprus taeniurus мешкають на східних схилах Анд в Перу і Болівії. Вони живуть у вологих гірських тропічних лісах, хмарних лісах і міжандійських сухих лісах, серед опалого листя. Зустрічаються в Перу на висоті від 1800-3000 м і в Болівії на висоті від 1000-1800 м над рівнем моря. Живляться дрібними безхребетними.